# Limnophila angusticellula
Limnophila angusticellula är en tvåvingeart som beskrevs av Alexander 1931. Limnophila angusticellula ingår i släktet Limnophila och familjen småharkrankar. Inga underarter finns listade i Catalogue of Life.